# Shanks & Bigfoot
Shanks & Bigfoot waren een Brits danceduo dat bestond uit de producers Danny Langsman en Steven Weade. Ze zijn bekend van hun 2step-hit Sweet Like Chocolate uit 1999. Het duo was onderdeel van de 2step-golf die rond 2000 populair was. 

## Geschiedenis
Langsman en Weade begonnen hun samenwerking in de late jaren negentig onder de naam Doolally. De single Straight From The Heart werd een populaire plaat in de UK Garage-scene. Door juridische problemen moesten ze echter een andere naam gaan gebruiken. Dit werd Shanks & Bigfoot. Onder deze naam verscheen in 1998 een titelloze ep. In 1999 brachten ze de single Sweet Like Chocolate uit met een videoclip. De zang in het nummer was van Sharon Woolf. Het nummer werd een hit in meerdere landen. 
In 2000 verscheen het debuutalbum Swings and Roundabouts. Dit album wist echter geen succes te worden. De single Sing-a-long met Teri Walker werd van dit album getrokken. Deze werd nog een bescheiden hit in eigen land. Er werd nog wel het mixalbum Ayia Napa – The Album gemaakt voor Ministry of Sound. Na de single Trust In Me (2001) werd er niets meer van het duo vernomen. 

## Hitnoteringen
| Single met eventuele hitnotering(en) in de Nederlandse Top 40 | Datum van verschijnen | Datum van binnenkomst | Hoogste positie | Aantal weken | Opmerkingen |
| ------------------------------------------------------------- | --------------------- | --------------------- | --------------- | ------------ | ----------- |
| Sweet Like Chocolate                                          | 1999                  | 26-06-1999            | 22              | 5            |             |

| Single met eventuele hitnotering(en) in de Nederlandse Top 40 | Datum van verschijnen | Datum van binnenkomst | Hoogste positie | Aantal weken | Opmerkingen |
| ------------------------------------------------------------- | --------------------- | --------------------- | --------------- | ------------ | ----------- |
| Sweet Like Chocolate                                          | 1999                  | 17-07-1999            | 42              | 4            |             |